# Zsanett Bragmayer
Zsanett Zita Kuttor-Bragmayer, née Horváth le 29 mars 1994 à Budapest est une triathlète professionnelle hongroise, championne de Hongrie de triathlon sprint (2015, 2016, 2017 et 2018).

## Biographie
Zsanett Bragmayer termine 12e aux Jeux olympiques d'été de 2020 à Tokyo.

## Palmarès
Le tableau présente les résultats les plus significatifs (podium) obtenus sur le circuit national et international de triathlon, de duathlon et d'aquathlon depuis 2015,,.
| Année | Compétition                                     | Pays           | Position           | Temps           |
| ----- | ----------------------------------------------- | -------------- | ------------------ | --------------- |
| 2023  | Championnats du monde d'aquathlon               | Espagne        | Médaille d'or      | 32 min 56 s     |
| 2023  | Jeux européens - Relais mixte                   | Pologne        | Médaille de bronze | 1 h 7 min 40 s  |
| 2022  | Grand Prix de triathlon - Étape de Dunkerque    | France         | Médaille d'argent  | 58 min 28 s     |
| 2022  | Triathlon de Gérardmer                          | France         | Médaille d'or      | 2 h 28 min 51 s |
| 2022  | Coupe d'Europe - l'étape sprint de Tiszaújváros | Hongrie        | Médaille d'or      | 59 min 39 s     |
| 2021  | Coupe du monde - l'étape sprint de Haeundae     | Corée du Sud   | Médaille de bronze | 56 min 58 s     |
| 2021  | Triathlon de Gérardmer                          | France         | Médaille d'or      | 2 h 28 min 19 s |
| 2019  | Championnats du monde d'aquathlon               | Espagne        | Médaille d'argent  | 33 min 15 s     |
| 2019  | Championnat de Hongrie de duathlon sprint       | Hongrie        | Médaille d'or      | 58 min 25 s     |
| 2018  | Coupe d'Asie - l'étape de Aqaba                 | Jordanie       | Médaille d'or      | 1 h 4 min 36 s  |
| 2018  | Championnat de Hongrie de triathlon sprint      | Hongrie        | Médaille d'or      | 1 h 2 min 3 s   |
| 2018  | Coupe du monde - l'étape sprint de le Cape      | Afrique du Sud | Médaille de bronze | 59 min 7 s      |
| 2017  | Coupe d'Asie - l'étape de Astana                | Kazakhstan     | Médaille d'or      | 1 h 4 min 33 s  |
| 2017  | Championnat de Hongrie de triathlon sprint      | Hongrie        | Médaille d'or      | 1 h 2 min 3 s   |
| 2016  | Championnat de Hongrie de triathlon sprint      | Hongrie        | Médaille d'or      | 1 h 7 min 50 s  |
| 2015  | Championnat de Hongrie de triathlon sprint      | Hongrie        | Médaille d'or      | 1 h 2 min 3 s   |
| 2015  | Coupe d'Europe - l'étape de Tartu               | Estonie        | Médaille d'or      | 1 h 5 min 13 s  |

| Année | Nombres | Étapes                            |
| ----- | ------- | --------------------------------- |
| 2023  | 1       | Sursee                            |
| 2022  | 1       | Singapour + du classement général |
| Total | 2       |                                   |